# Otoczka jądrowa

Schemat budowy jądra komórkowego:
1a – zewnętrzna otoczka jądrowa
1b – wewnętrzna otoczka jądrowa

Otoczka jądrowa, kariolemma, błona jądrowa (caryotheca, caryolemma, nucleomembrana) – struktura komórkowa zbudowana z dwóch błon białkowo-lipidowych, odgraniczająca wnętrze jądra komórkowego od cytoplazmy. 
W obrębie otoczki jądrowej wyróżnia się następujące elementy:
- wewnętrzna otoczka jądrowa
- zewnętrzna (cytoplazmatyczna) otoczka jądrowa
- przestrzeń okołojądrowa (perynuklearną), która znajduje się pomiędzy dwiema błonami;
- pory jądrowe – umożliwiają bierną i czynną wymianę makromolekuł z cytoplazmą. Z jądra do cytoplazmy przenikają, między innymi, kompleksy rybonukleoproteinowe mRNA oraz podjednostki rybosomów (składane w cytoplazmie w dojrzałe rybosomy). Do jądra wnikają, między innymi, białka syntetyzowane w cytoplazmie. Transport molekuł o masie atomowej powyżej ~60 kilodaltonów odbywa się aktywną drogą z zużyciem energii poprzez hydrolizę ATP. Cząsteczki mniejsze mogą przenikać do jądra drogą swobodnej dyfuzji.
- blaszka jądrowa (blaszka włóknista; lamina fibrosa) – ma grubość 80–300 nm[2], przylega do wewnętrznej otoczki jądrowej i składa się z sieci delikatnych włókienek białkowych, utworzonych przez białka klasy lamin. U ssaków wyróżnia się laminę A, B oraz C. Struktura i skład aminokwasowy lamin jest podobny do filamentów pośrednich. Blaszka jądrowa nadaje odpowiedni kształt jądru komórkowemu oraz uczestniczy w organizacji strukturalnej chromatyny – jest miejscem umocowania pętli chromatynowych. Laminy zaangażowane są również w proces fragmentacji i odbudowy otoczki w czasie podziału mitotycznego.